# Salette Tavares

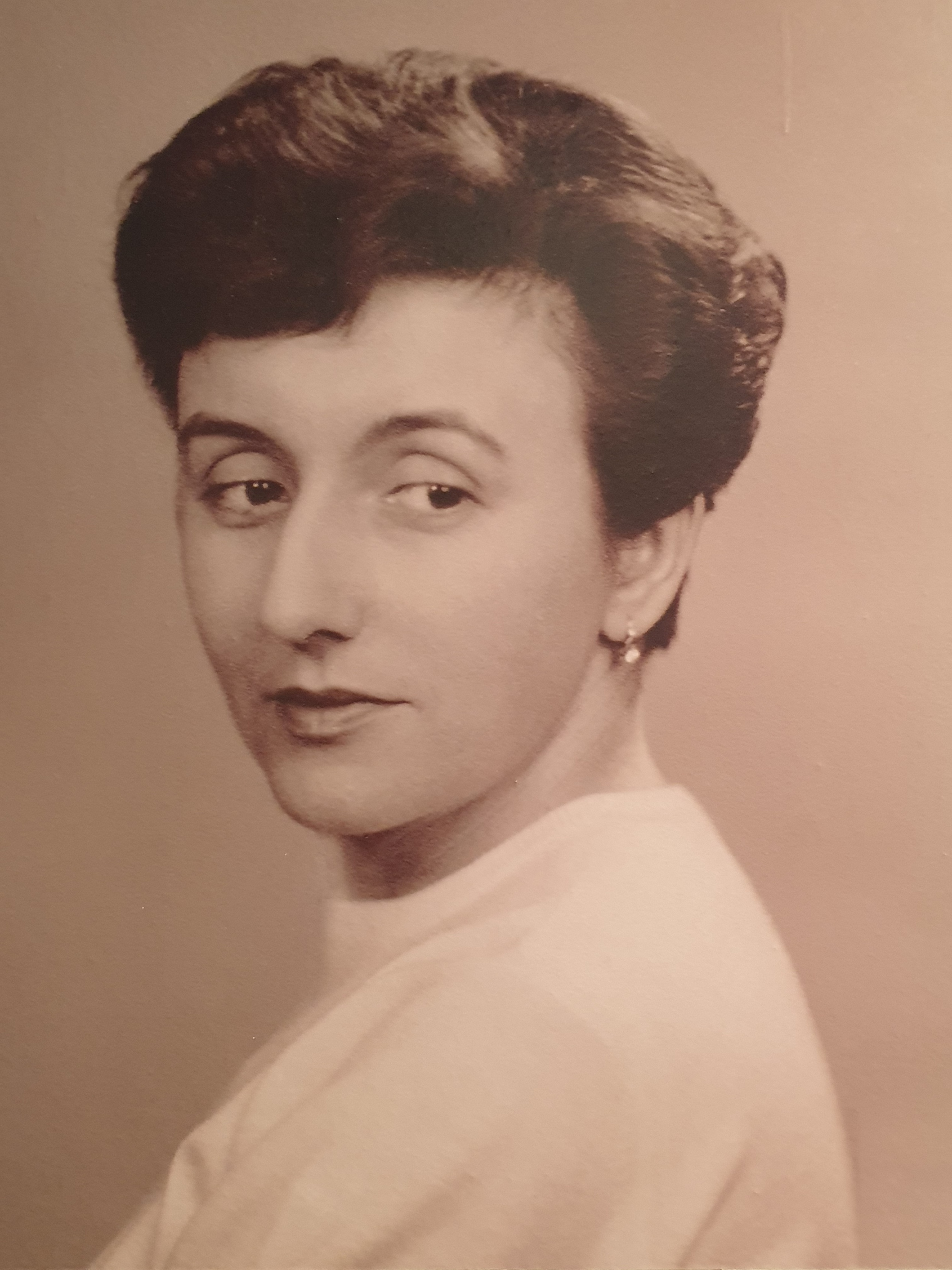
Salette Tavares

Maria de la Salette Arraiano Tavares de Aranda (* 31. März 1922 in Lourenço Marques, Portugiesisch-Ostafrika; † 30. Mai 1994 in Lissabon, Portugal) war eine portugiesische Lyrikerin. Sie wurde vor allem für ihre Experimentelle Lyrik und insbesondere ihre Visuelle Poesie bekannt.

## Leben und Wirken

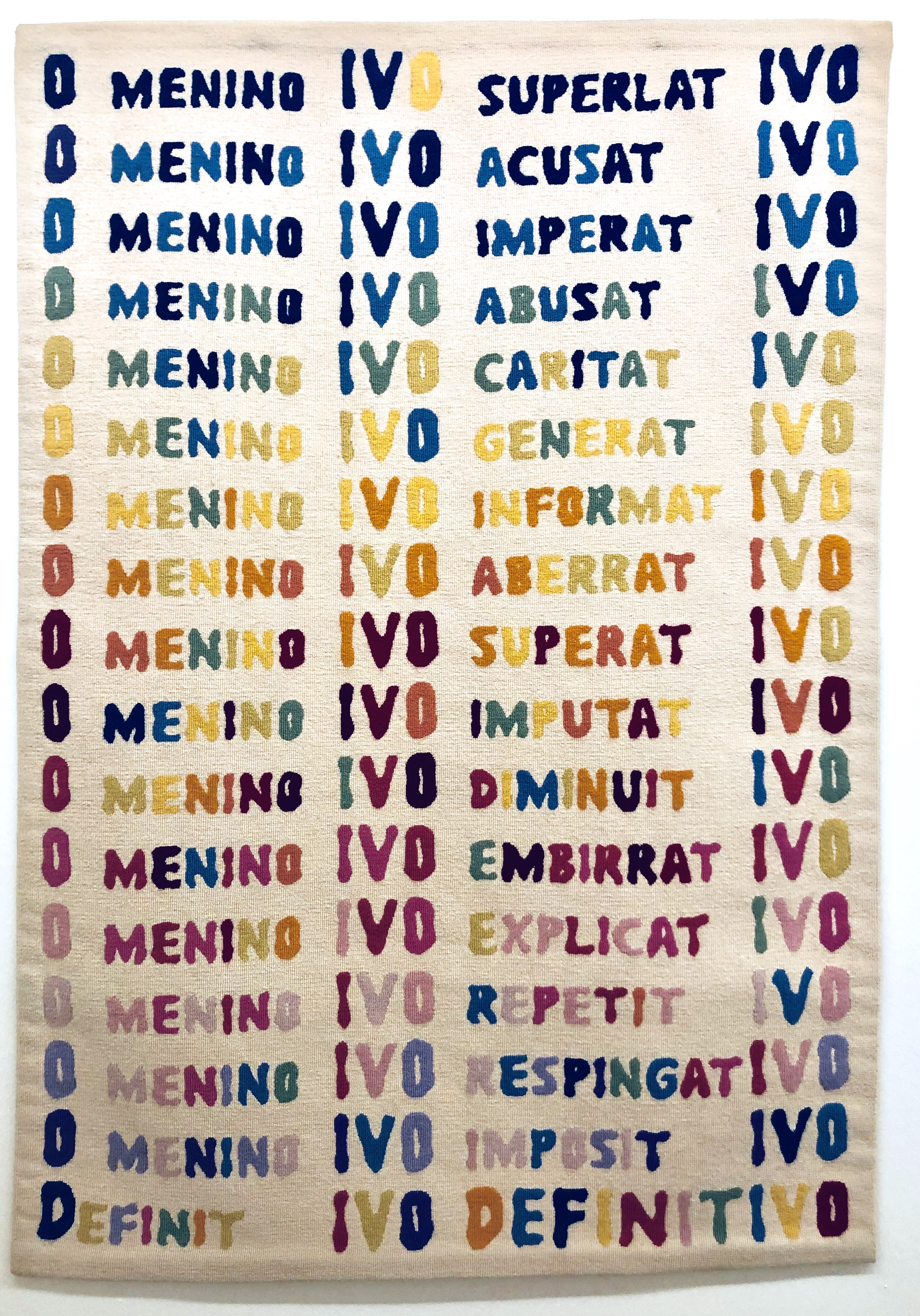
O Menino Ivo, 1978. Teppich der traditionellen Tapeçaria de Portalegre.

Sie kam im Alter von elf Jahren aus der damaligen portugiesischen Kolonie Mosambik nach Portugal. Nach ihrem Abschluss in Philosophiegeschichte an der Universität Lissabon (1948, mit einer Arbeit über Gabriel Marcel) ging sie 1949 nach Paris, wo sie philosophische Studien betrieb und an der Sorbonne Kunst studierte.
1957 veröffentlichte sie ihren ersten Gedichtband, Espelho cego (portugiesisch für: blinder Spiegel).
Mit einem Stipendium der Gulbenkian-Stiftung widmete sie sich 1959 in Italien und erneut Frankreich den Studien der Ästhetik, der Sprache und der Theorie der Kunst und arbeitete dabei mit verschiedenen Künstlern zusammen (u. a. Luigi Abbate, Étienne Souriau und Gillo Dorfles).
1964 bereiste sie die Vereinigten Staaten, insbesondere New York, Philadelphia und Chicago, und veröffentlichte ihren zweiten Gedichtband. 1965 unterrichtete sie Ästhethik an der Lissabonner Sociedade Nacional de Belas-Artes, ihre Vorlesungen wurden zwischen 1965 und 1969 in der Zeitschrift Brotéria veröffentlicht.
Tavares wirkte an den wegweisenden Lyrik-Veröffentlichungen Poesia Experimental 122 und Hidra 1 mit, nahm 1965 an der Ausstellung Visopoemas in der Galeria Divulgação teil und arbeitete mit der portugiesischen Malerin und Grafikerin Paula Rego zusammen, mit der sie gelegentlich auch zusammen ausstellte und befreundet war, insbesondere in den 1970er Jahren. Am 1. Januar 1965 nahm sie zudem am ersten Happening im autoritären, noch immer von Diktator Salazar regierten Portugal teil. Ihre nächsten Happenings fanden erst 1974, nach der Nelkenrevolution statt. 1971 erschien ihr letzter regulärer Gedichtband zu Lebzeiten.
Von 1974 bis 1977 war sie Präsidentin des internationalen Kunstkritikerverbandes Association Internationale des Critiques d’Art (AICA).
Nach ihrer Ausstellung in der Galeria Quadrum in Lissabon 1979 (die Retrospektive Brincar mit dazugehöriger Buchveröffentlichung), war sie 1980 am retrospektiven Ausstellungsprojekt PO.EX in der Galeria Nacional de Arte Moderna in Belém (Lissabon) beteiligt.
1993 wurde sie vom portugiesischen PEN-Club mit dem Prémio PEN Clube Português für ihren im Vorjahr erschienen Sammelband Obra Poética ausgezeichnet. Im Folgejahr starb sie im Alter von 72 Jahren in Lissabon.

## Werke
- 1957: Espelho cego (Ática)
- 1964: Concerto em Mi Maior para Clarimete e Bateria
- 1965: 14 563 letras de Pedro Sete (Livraria Fomento de Cultura)
- 1967: Quadrada (Moraes Editores)
- 1971: Lex icon (Moraes Editores)
- 1979: Brincar, Brin Cadeiras, Brincade Iras (Editora Quadrum)
- 1992: Obra poética (1957-1971) (Imprensa Nacional – Casa da Moeda, Zusammenstellung mit Einführung von Luciana Stegagno-Picchio)
- 1995: Poesia Gráfica (Casa Fernando Pessoa)
- 2014: Poesia Espacial (Centro de Arte Moderna Gulbenkian)